# Braun-Bogdán Kálmán
Braun-Bogdán Kálmán, Coloman Braun-Bogdan  (Arad, 1905. október 13. – Arad, 1983. március 15.) román válogatott magyar labdarúgó, fedezet, edző.

## Pályafutása

### Klubcsapatban
1915-ben tízévesen kezdte a labdarúgást szülővárosában Aradon, amely akkor még Magyarországhoz tartozott. 1932-ig szerepelt az AMEF Arad csapatában. 1932 és 1934 között a másodosztályú francia RC Calais játékosa volt. 1934-ben visszatért Romániába és a Juventus București csapatában folytatta pályafutását, ahol 1940-ben fejezte be az aktív labdarúgást.

### A válogatottban
1938-ban tagja volt a franciaországi világbajnokságon részt vevő román válogatottnak, de a tornán nem lépett pályára és a válogatottban sem mutatkozott be soha.

### Edzőként
Már 1928-ban végzett edzői munkát Aradon. 1933-ban az angliai Folkstoneban végzett edzői tanfolyamot és 1940-ben szerzett diplomát Romániában. Már ezt megelőzően 1934-től vezetőedzőként dolgozott. Két-két idényen át volt a Juventus București, a Sportul Studențesc, majd ismét a Juventus vezetőedzője, ahol ez idő alatt játékosként is szerepelt. 1940 és 1946 között a másodosztályú Jiul Petroșani csapatának a vezetőedzője volt. Saját bevallása szerint a Gloria Arad és a Victoria Cluj edzője is volt. Ezeknél a csapatoknál feltehetőleg a második világháború előtt dolgozott, de pontos dátum nem ismert. 1945 és 1952 között segédedzőként dolgozott a román válogatottnál. 1945-ben ideiglenesen szövetségi kapitány is volt. Eközben bukaresti kluboknál volt vezetőedző. 1946–47-ben a Rapid București, 1947-ben az ASA București, 1948-ban a Ciocanul București, majd 1948 és 1952 között a Dinamo București szakmai munkáját irányította. 1952-ben visszatért szülővárosába Aradra és a Flamura Roșie UT Arad csapatának vezetőedzője lett. 1953-ban román kupát, 1954-ben bajnokságot nyert a csapattal. 1958-ban ismét a csapat edzője lett 1960-ig, amelyet akkor már UTA Aradnak hívtak. 1962–63-ban a Știința Timișoara vezetőedzője volt. 1963 és 1965 között újra az UTA Aradnál tevékenykedett.

## Sikerei, díjai

### Edzőként
Flamura Roșie UT Arad
- Román bajnokság
  - bajnok: 1954
- Román kupa (Cupa României)
  - győztes: 1953